# Acanthocephalose der Fische
Die Acanthocephalose der Fische ist eine Parasitose bei Fischen, die durch den Befall mit verschiedenen Arten der Kratzwürmer (Acanthocephala) ausgelöst wird.

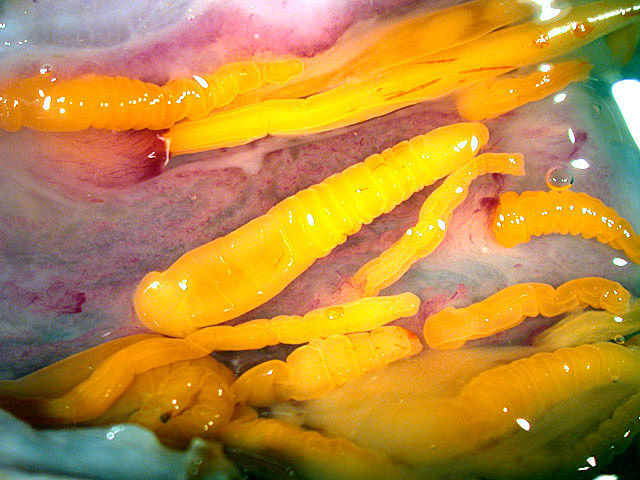
Pomphorhynchus spec. im Rektum eines Blaufisch (Pomatomus saltatrix)

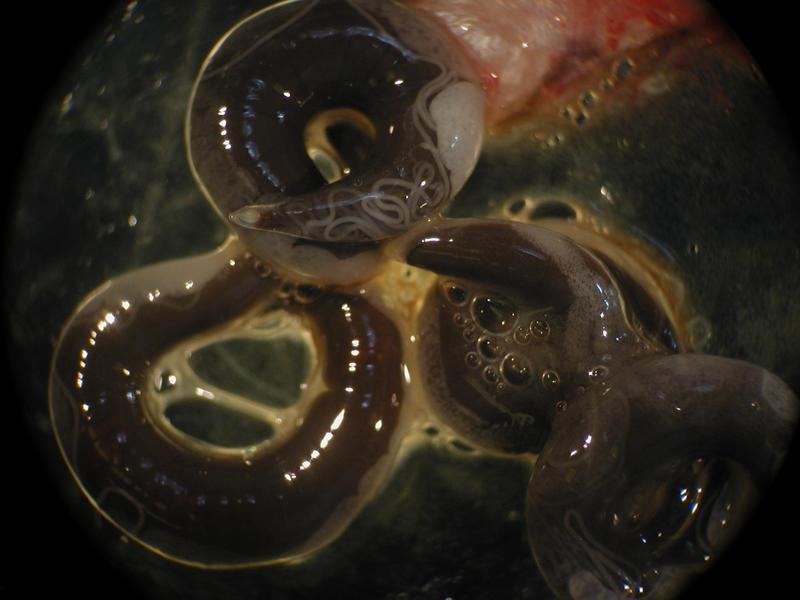
Nematoden der Art Anguillicoloides crassus, der die Schwimmblase des Europäischen Aals befällt

## Die Erreger
Als Erreger der Acanthocephalose der Fische kommen eine Reihe von Arten der Kratzwürmer in Frage, die alle mehr oder weniger artspezifisch Süß- und Salzwasserfische befallen können. Dabei handelt es sich um kleine bis mittelgroße Arten der Palaeacanthocephala und Eoacanthocephala, die sich als Endoparasiten im Darm der infizierten Fische ansiedeln und sich mit Hilfe des hakenbesetzten Rüssels im Muskelgewebe oder der Schleimhaut des Darmlumens festhaken.
Einige bekannte Kratzwürmer, die Infektionen bei heimischen Nutzfischen hervorrufen, sind etwa
- Acanthocephalus anguillae; Zwischenwirt ist die Wasserassel, infiziert werden vor allem Cyprinidae, Forellenfische, Barsche, Hechte und Aale.
- Acanthocephalus lucii; Zwischenwirt ist die Wasserassel (Asellus aquaticus), infiziert werden vor allem Cyprinidae und verschiedene Raubfische wie der Hecht, der Aal oder verschiedene Barsche sowie im Meerwasser Plattfische und der Hering.
- Echinorhynchis truttae; Zwischenwirt sind Flohkrebse (Gammarus spec.), infiziert werden vor allem Forellenfische.
- Echinorhynchis gadi; Zwischenwirt sind marine Flohkrebse, infiziert werden vor allem Seefische, vor allem Schellfische.
- Neoechinorhynchus rutili; Zwischenwirt sind Muschelkrebse (Ostracoda), infiziert werden vor allem Cyprinidae, Forellenfische und Aale.
- Pomphorhynchus laevis; Zwischenwirt sind Flohkrebse, infiziert werden vor allem Cyprinidae, Barben, Barsche und Aale.

Entsprechend den Arten der Kratzwürmer, die die Infektion auslösen, wird von einer Pomphorhynchose, Echinorhynchose, Neoechinorhynchose oder Acanthocephalose gesprochen.

## Entwicklung und Infektion
Die Infektion mit den infektiösen Larvenstadien, den Cystacanthen, erfolgt durch die Aufnahme von mit den Larven befallenen Kleinkrebsen als Nahrung (oral-alimentäre Infektion). Dabei spielen vor allem die Flohkrebse (Gammarus spec.) sowie die Wasserassel (Asellus aquaticus) eine wichtige Rolle als Zwischenwirt und Überträger. Diese nehmen die Eier aus dem freien Wasser auf, worauf in ihnen die Larve, der Acanthor, schlüpfen und sich zur infektiösen Acanthella entwickeln kann. Wird der Zwischenwirt gefressen, entwickelt sich die Larve zum ausgewachsenen Adulttier und hakt sich in der Darmwand des Mittel- oder Enddarms fest.

## Symptome
Die Symptome durch den Kratzwurmbefall sind sehr unterschiedlich und hängen von den infizierten Arten, deren Alter und Konstitution sowie von der Anzahl und der Art der Parasiten ab. Dabei kann eine Infektion mit wenigen Würmern harmlos sein, es können jedoch auch Entwicklungs- und Fressstörungen, Abmagerungen oder sogar Fischsterben bei Massenauftreten der Parasiten vorkommen. Einige Arten, darunter beispielsweise die in heimischen Fischen vorkommenden Acanthocephalus lucii, Echinorhynchis truttae oder Neoechinorhynchus rutili bohren sich nur in die Darmschleimhaut ein, andere wie Acanthocephalus anguillae oder Pomphorhynchus laevis verhaken sich in der Muskelschicht oder durchdringen den Darm mit ihrem Rüssel vollständig. Rund um die Verletzung kommt es zu ausgeprägten, lokalen Nekrosen, die von neu gebildetem Bindegewebe aus eosinophilen und heterophilen Granulozyten gebildet werden.

## Diagnose und Behandlung
Die Diagnose erfolgt bei den befallenen Fischen im Regelfall erst nach deren Tötung durch eine gründliche Inspektion des Darmes. Kratzwürmer mit weit in die Muskelschicht eindringendem Rüssel können bereits an der Darmaußenseite durch die Bindegewebskapseln erkannt werden. Bei starkem Befall kommt es bei einigen Fischen zu einem Hervortreten der Augen, so vor allem bei Forellenfischen mit starkem Befall mit Echinorhynchis truttae.
Bei Massenbefall in der Teichwirtschaft werden vor allem in der Forellenzucht Medikamente in das Trockenfutter gemischt, die die Kratzwürmer austreiben sollen. Dabei handelt es sich um Di-n-butylzinnoxid, welches über mehrere Tage in Dosen von 25 g pro 100 g Futter gegeben wird. Präventiv können befallene Fische abgefischt werden, um den Parasitenbefall zu mindern. Außerdem werden sehr stark befallene Gewässer trockengelegt und gekalkt, um die Zwischenwirte und damit die Larven der Parasiten abzutöten.

## Bleianzeiger im Wasser
Durch ihre parasitische Lebensweise in Fischen akkumulieren Kratzwürmer und andere Endoparasiten limnischer und mariner Fische vor allem Schwermetalle sehr viel intensiver als ihre Wirte. Aus diesem Grunde werden die in den Fischen lebenden Kratzwürmer vor allem als Anzeiger für den Bleigehalt in Gewässern untersucht.

## Belege

### Zitierte Belege
Die Informationen dieses Artikels entstammen zum größten Teil den unter Literatur angegebenen Quellen, darüber hinaus werden folgende Quellen zitiert:
1. ↑  Experimental Studies on Lead Accumulation in the Eel-Specific Endoparasites Anguillicola crassus (Nematoda) and Paratenuisentis ambiguus (Acanthocephala) as Compared with Their Host, Anguilla anguilla. Archives of Environmental Contamination and Toxicology 37 (2), 1999; Seiten 190–195 (doi:10.1007/s002449900505)